# 林礼二
林礼二（林禮二、はやし れいじ、1920年2月3日－ ）は、日本の地理学者。

## 略歴
富山県出身。1941年東京帝国大学文学部哲学科卒。出版文化協会に勤務。その間、1942年2月、金沢の砲兵連隊に入営し見習士官となる。43年5月、南方へ出征。山砲兵としてビルマ各地を転戦、その後石油の積み出し業務に携わる。44年4月よりビルマ方面軍司令部参謀部に配属され情報の整理・司令官の通訳などの任にあたる。敗戦時、参謀部第二課情報将校（中尉）。収容所生活を経て1947年8月復員。

## 著書
- 『新しい世界の地理 第3巻 西アジア・アフリカ』日本評論新社 1958
- 『世界を動かす商品物語』北田卓史絵. 国土社 (みつばち図書館） 1960
- 『日本のゴールデンベルトを行く 東海道の変貌』古今書院 1966
- 『世界を動かす商品物語』 (日本少年文庫) 国土社 1983
- 『死と生 ビルマ戦中日記』林禮二 連合出版 2012

### 共著
- 『新しい地理教室 日本のいとなみ 1  北海道・東北』酒井桐男共著 筑摩書房 1957
- 『新しい地理教室 日本のいとなみ 4 中国・四国・九州』酒井桐男共著 筑摩書房 1957
- 『新らしい世界の地理 第4巻 ヨーロッパ』関根鎮彦,渡辺一夫共著 日本評論新社 1958
- 『現代の人文地理学』入江敏夫共著 日本評論新社 1961

### 翻訳
- 『現代ソヴェトの宗教観』訳編 門脇書店 (新書ミール) 1955
- エム・エム・ローゼンターリ, ゲ・エム・シトラックス編『カテゴリー論』寺沢恒信, 野中昌夫共訳 (唯物論叢書) 青木書店 1958